# Erhard Goschala
Erhard Goschala (* 18. April 1928 in Reischdorf; † 19. Juli 2003 in Meuselwitz) war ein deutscher Keramiker.

## Leben und Werk
Goschalas Familie wurde in der Folge des Zweiten Weltkriegs aus Westböhmen vertrieben und kam in die Sowjetische Besatzungszone. Goschala absolvierte in Bürgel eine Lehre als Töpfer. Nach der Meisterprüfung 1952 übernahm er in Meuselwitz eine alte Werkstatt für Blumentöpfe, die er noch eine Zeit lang neben seiner Keramik produziert. Er bildete auch Töpferinnen und Töpfer aus, darunter seine Tochter Kerstin Goschala (* 1956), die seit 1983 eine Töpferei in Uichteritz-Lobitzsch betreibt.
Goschala erhielt den Titel Anerkannter Kunsthandwerker, war Mitglied des Verbands Bildender Künstler der DDR und hatte Ausstellungen in der DDR, in Bulgarien, der CSSR, der UdSSR und Ungarn. Er war u. a. auch auf den renommierten Grassi-Messen in Leipzig vertreten.
Goschala war verheiratet mit Anna Goschala.

## Öffentliche Sammlungen mit Keramiken Goschalas (unvollständig)
- Bürgel: Keramik-Museum Bürgel[1]
- Erfurt: Angermuseum
- Gera: Museum für angewandte Kunst

## Rezeption
„Seine Gefäße mit ihren außergewöhnlichen Glasuren fanden schon vor Jahrzehnten Anerkennung im Kunsthandwerk und bestechen noch heute durch ihre Schlichtheit und Vielfalt.“

## Ausstellungen (mutmaßlich unvollständig)

### Einzelausstellungen
- 1982: Borna, Galerie Torladen
- 2009: Altenburg/Thür., Lindenau-Museum (mit Alfred Ahner, Heinrich Burkhardt und Erich Dietz)

### Ausstellungsbeteiligungen
- 1967/1968: Dresden, VI. Deutsche Kunstausstellung
- 1979: Leipzig, Bezirkskunstausstellung